# 烏奇科馬柴山
11°25′18″S 75°48′10″W / 11.42167°S 75.80278°W
烏奇科馬柴山（Uchku Mach'ay），是秘魯的山峰，位於該國中部胡寧大區，由塔爾馬省的聖佩德羅德卡哈斯區負責管轄，屬於安地斯山脈的一部分，海拔高度4,000米。